# Innertkirchen
Innertkirchen est une commune suisse du canton de Berne, située dans l'arrondissement administratif d'Interlaken-Oberhasli.

## Histoire

Vue aérienne (1956)

Le 1er janvier 2014, la commune a intégré son ancienne voisine de Gadmen.

## Transports
Situé au terminus de la ligne de chemin de fer Meiringen-Innertkirchen, le village se trouve également sur le tracé de l'autoroute Berne-Thoune-Meiringen et au carrefour de l'accès au col du Brünig en direction de Sarnen - Stans, du col du Grimsel en direction de Gletsch et du col du Susten en direction de Göschenen.